# Lista odcinków serialu Miś Uszatek
Poniżej przedstawiona jest lista wszystkich odcinków serialu Miś Uszatek, emitowanego na kanale TVP Polonia.

## Sezony
| Sezon | Sezon | Odcinki | Liczba | Oryginalna emisja | Oryginalna emisja |
| Sezon | Sezon | Odcinki | Liczba | Premiera sezonu   | Finał sezonu      |
| ----- | ----- | ------- | ------ | ----------------- | ----------------- |
|       | 1     | 1-4     | 4      | 1975              | 1975              |
|       | 2     | 5-23    | 19     | 1976              | 1976              |
|       | 3     | 24-47   | 24     | 1977              | 1977              |
|       | 4     | 48-59   | 12     | 1978              | 1978              |
|       | 5     | 60-74   | 15     | 1979              | 1979              |
|       | 6     | 75-79   | 5      | 1980              | 1980              |
|       | 7     | 80-87   | 8      | 1983              | 1984              |
|       | 8     | 88-99   | 12     | 1985              | 1986              |
|       | 9     | 100-104 | 5      | 1986              | 1986              |

## Sezon 1: 1975
| 1 | Choinka      | Dariusz Zawilski Janusz Galewicz   | Janusz Galewicz | 1 stycznia 1975 | – |
| Miś Uszatek oczekuje mrozu; który ma przynieść dzieciom choinkę na święta. Mróz jednak nie nadchodzi, więc Uszatek postanawia sam wyruszyć po świąteczne drzewko. Pomagają mu przyjaciele z lasu. Miś znajduje choinkę i Mróz. Po raz pierwszy pojawiają się Uszatek, dzieci, Sroka, Sarna, Zajączek i Kruczek. |              |                                    |                 |                 |   |
| 2 | Chytra Wrona | Dariusz Zawilski Janusz Galewicz   | Janusz Galewicz | 2 stycznia 1975 | – |
| Uszatek znajduje Szaraczka i razem z Zajączkiem udają się na wyprawę za rzeczkę i spotykają Mroza. Powracając spotykają Wronę, która chciała 4 grosze za przejście przez mostek, Mróz zamraża rzekę i Uszatek wraz z przyjaciółmi przechodzą po lodzie. Wrona nic nie dostaje. Po raz pierwszy pojawia się Szaraczek. |              |                                    |                 |                 |   |
| 3 | Podwieczorek | Eugeniusz Ignaciuk Janusz Galewicz | Janusz Galewicz | 3 stycznia 1975 | – |
| Uszatek opowiada wydarzenie sprzed roku, kiedy to niedawno wprowadził się ; nie ma jeszcze imienia, lecz nowi koledzy wybierają mu imię: Uszatek. Miś Uszatek uszczęśliwiony nowym imieniem zaprasza wszystkich na podwieczorek. Na podwieczorku zjawia się również bez zaproszenia Prosiaczek, który psuje przyjęcie. Za karę przyjaciele nie zapraszają już więcej Prosiaczka. On jednak zmienia się i rok później na imieninach Uszatka wraca do łask przyjaciół. Po raz pierwszy pojawia się Kogut i Prosiaczek. |              |                                    |                 |                 |   |
| 4 | Bałwanek     | Eugeniusz Ignaciuk Janusz Galewicz | Janusz Galewicz | 4 stycznia 1975 | – |
| Miś Uszatek wraz z przyjaciółmi na podwórku lepi bałwanka. Jednak w związku ze zbliżającą się wiosną i z powodu wysokiej temperatury bałwanek zaczyna się topić. Uszatek przynosi parasol, który ma uchronić bałwanka przed słońcem. Następnego dnia Miś i przyjaciele żegnają bałwanka, który musi odpłynąć na północ, ale obiecuje wrócić wraz z nową zimą. Po raz pierwszy pojawia się Mruczek. |              |                                    |                 |                 |   |

## Sezon 2: 1976
| 5 | Nauczka                | Jadwiga Kudrzycka Janusz Galewicz   | Janusz Galewicz | 1 stycznia 1976  | – |
| Zajączek uważa się za najszybszego na podwórku. Uszatek proponuje wyścig, który ma wyłonić najszybszą osobę. Przy pomocy podstępu - hulajnogi Mruczka - Miś wygrywa z Zajączkiem, aby mu pokazać, iż przechwalanie się jest złą cechą i należy się jej jak najszybciej pozbyć. Po raz pierwszy pojawiają się Kaczki i Kot.                                                                                           |                        |                                     |                 |                  |   |
| 6 | Wycieczka              | Jadwiga Kudrzycka Janusz Galewicz   | Janusz Galewicz | 2 stycznia 1976  | – |
| Jest wspaniała pogoda; Miś Uszatek wybiera się na wycieczkę, jednak nie jest odpowiednio przygotowany. Po dniu pełnym przygód rezygnuje z dalszej drogi i wraca do domu na noc. Jest zawiedziony, ale już wie że do wycieczki należy się przygotować. |                        |                                     |                 |                  |   |
| 7 | Kąpiel                 | Dariusz Zawilski Janusz Galewicz    | Janusz Galewicz | 3 stycznia 1976  | – |
| Na podwórku panuje straszny upał. Mama-kaczka prosi Uszatka o pomoc w przypilnowaniu jej dzieci nad rzeczką. Miś Uszatek się zgadza, lecz nie kąpie się w rzeczce, gdyż nie umie pływać. Kacza rodzina uczy Misia pływać, który w mig radzi sobie w wodzie. |                        |                                     |                 |                  |   |
| 8 | Kołysanka              | Dariusz Zawilski Janusz Galewicz    | Janusz Galewicz | 4 stycznia 1976  | – |
| Zbliża się zima i świerszczyk nie ma się gdzie podziać. Uszatek zaprasza go do domu i pozwala świerszczowi przezimować. Świerszcz obiecuje w zamian, że będzie grał Uszatkowi przez całą zimę. |                        |                                     |                 |                  |   |
| 9 | Przepraszam            | Marian Kiełbaszczak Janusz Galewicz | Janusz Galewicz | 5 stycznia 1976  | – |
| Miś Uszatek idzie na spacer do lasu w bardzo złym humorze. Kłóci się ze wszystkimi przyjaciółmi w lesie, aż do zapadnięcia zmroku. Gdy zapada zmrok, Uszatek nie może znaleźć drogi do domu. Pomagają mu przyjaciele, których wcześniej obraził. Miś zrozumiał swój błąd i wszystkich przeprosił. |                        |                                     |                 |                  |   |
| 10 | Deszczyk               | Lucjan Dembiński Janusz Galewicz    | Janusz Galewicz | 6 stycznia 1976  | – |
| Miś Uszatek chce urosnąć; podczas wiosennego deszczyku, zamiast tego nabawia się kataru. Zrozumiał, że zmoknięcie podczas wiosennego deszczu bywa bardzo nieprzyjemne. |                        |                                     |                 |                  |   |
| 11 | Przeprowadzka          | Jadwiga Kudrzycka Janusz Galewicz   | Janusz Galewicz | 7 stycznia 1976  | – |
| Miś bawi się z przyjaciółmi, po kłopotach które przysporzyła Wrona otrzymuje list od dzieci, które proszą, by odwiedził je w mieście. Miś się zgadza, ale obiecuje przyjaciołom, że wróci. |                        |                                     |                 |                  |   |
| 12 | Lokatorzy na zimę      | Jadwiga Kudrzycka Janusz Galewicz   | Janusz Galewicz | 8 stycznia 1976  | – |
| Trwa jesień; część ptaków odlatuje do ciepłych krajów, inne zwierzęta gromadzą zapasy. Uszatek z przyjaciółmi starają się im pomóc przygotować do nadejścia zimy. Jesienią każdy ma do załatwienia wiele spraw. |                        |                                     |                 |                  |   |
| 13 | Gniazdko               | Lucjan Dembiński Janusz Galewicz    | Janusz Galewicz | 9 stycznia 1976  | – |
| Po nocnym huraganie Uszatek znajduje gniazdko z pisklętami, które spadło z drzewa i postanawia się nimi zaopiekować. Gniazdko wraca na drzewo. |                        |                                     |                 |                  |   |
| 14 | Ja czy nie ja...       | Lucjan Dembiński Janusz Galewicz    | Janusz Galewicz | 10 stycznia 1976 | – |
| Uszatek z Zajączkiem odkrywają czym jest odbicie w wodzie oraz echo. Oni sami zaś chcą pomóc Bocianowi przy polowaniu, nakazując żabom przebywającym w jeziorze „zmykać” by nie przeszkadzały mu w pracy. |                        |                                     |                 |                  |   |
| 15 | Prosty sposób          | Lucjan Dembiński Janusz Galewicz    | Janusz Galewicz | 11 stycznia 1976 | – |
| Uszatek wybiera się z lalką Anią na maliny, zaczyna jednak padać. Uszatek wpada na pomysł by wziąć parasol i podczas przechadzki w deszczu, w towarzystwie lalki Ani, doradza zwierzętom jak się chronić przed deszczem. |                        |                                     |                 |                  |   |
| 16 | Jeden taki, drugi taki | Dariusz Zawilski Janusz Galewicz    | Janusz Galewicz | 12 stycznia 1976 | – |
| Zajączek dowiaduje się, że każdy jest inny. Zajączek i Uszatek spotykają Myszy, które chcą przejść przez rzeczkę, która dla Zajączka jest do przeskoczenia, a dla Myszy nie do przejścia. Zajączek i Miś pomagają im przejść. |                        |                                     |                 |                  |   |
| 17 | Złoty dzwoneczek       | Dariusz Zawilski Janusz Galewicz    | Janusz Galewicz | 13 stycznia 1976 | – |
| Uszatek z Zajączkiem jadą na przejażdżkę na wózku osiołka i dowiadują się z czego powstaje chleb. Wózek opuszczają na łące, gdzie podczas zabawy Uszatkowi wydaje się, że słyszy dźwięk złotego dzwoneczka, wkrótce wyjaśnia się, że był to śpiew skowronka. |                        |                                     |                 |                  |   |
| 18 | Saneczki               | Eugeniusz Ignaciuk Janusz Galewicz  | Janusz Galewicz | 14 stycznia 1976 | – |
| Jest zima; Uszatek budzi się i idzie szukać przyjaciół bawiących się już zjeżdżając z górki na sankach. Szybko znajduje ich po śladach zostawionych na śniegu. Koledzy zachęcają go do wspólnej zabawy, okazuje się jednak, że po przestrogach Kota o nabiciu guza Uszatek się boi jazdy na sankach. Po dłuższych namowach Uszatek zjeżdżając z góry nabija sobie guza. Przyjaciele odwożą go do domu na saneczkach. |                        |                                     |                 |                  |   |
| 19 | Ślizgawka              | Eugeniusz Ignaciuk Janusz Galewicz  | Janusz Galewicz | 15 stycznia 1976 | – |
| Zwierzęta robią sobie ślizgawkę na środku ulicy, co nie podoba się Uszatkowi i innym mieszkańcom, argumentują, że to jest bardzo niebezpieczne. Postanawiają zrobić ślizgawkę w bezpieczniejszym miejscu, wszyscy bawili się aż do zmroku. |                        |                                     |                 |                  |   |
| 20 | Latawiec               | Marian Kiełbaszczak Janusz Galewicz | Janusz Galewicz | 16 stycznia 1976 | – |
| Zwierzętom przeszkadza w zabawach mocny wiatr, postanawiają zrobić latawiec - Uszatek unosi się za nim w powietrze i osiada na drzewie kasztanowym, kasztany radzą mu aby nie skakał, gdyż jest zbyt ciężki. |                        |                                     |                 |                  |   |
| 21 | Apetyt na wisienki     | Marian Kiełbaszczak Janusz Galewicz | Janusz Galewicz | 17 stycznia 1976 | – |
| Miś Uszatek wyrusza zbierać wiśnie. Niestety zamiast wrzucać je do koszyka, zjada je w nadmiarze. Przesadza z jedzeniem i kończy się to bólem brzucha. |                        |                                     |                 |                  |   |
| 22 | Motorek                | Jadwiga Kudrzycka Janusz Galewicz   | Janusz Galewicz | 18 stycznia 1976 | – |
| Miś lekceważy poranną gimnastykę, zamiast śniadania objada się czekoladkami. Potem z najwyższym trudem ciągnie sanki i nie potrafi nad nimi zapanować podczas zjazdu. Przyjaciele tłumaczą mu, że nie dbał o swój „motorek” - organizm. Miś już wie że pełnowartościowe śniadanie jest bardzo ważne. |                        |                                     |                 |                  |   |
| 23 | Babuleńka              | Jadwiga Kudrzycka Janusz Galewicz   | Janusz Galewicz | 19 stycznia 1976 | – |
| Uszatek pomaga Bobrom w budowie tamy; wpada do wody i gubi swój berecik. Pani Bobrzyca daje mu kraciastą chustkę, aby nie zmarzł. Miś zakłada ją sobie na głowę. W autobusie brany jest za starszą babuleńkę której nikt nie ustąpił miejsca. |                        |                                     |                 |                  |   |

## Sezon 3: 1977
| 24 | Eee, co tam         | Janusz Galewicz                     | Janusz Galewicz | 1 stycznia 1977  | – |
| Ciocia Chrum-Chrum planuje remont; na jej podwórku usypana jest sterta piasku. Uszatek, Zajączek, Kruczek i obie Lalki budują z niego zamek. Do zabawy przyłącza się Prosiaczek. Niestety, jego pomysły skutkują raz po raz zniszczeniem budowli. Prosiaczek każdorazowo lekceważy rozczarowanie przyjaciół, stwierdzając „eee, co tam”. Po raz pierwszy pojawia się Ciocia Chrum-Chrum. |                     |                                     |                 |                  |   |
| 25 | Huśtawka            | Janusz Galewicz                     | Janusz Galewicz | 2 stycznia 1977  | – |
| Prosiaczek buduje prowizoryczną huśtawkę, po zbudowaniu huśtają się w kolejności: Zajączek, Miś Uszatek i Prosiaczek. Pod ciężarem Prosiaczka huśtawka rozpada się. Dzieci postanawiają odbudować huśtawkę, tym razem budują solidną huśtawkę. Postać psa Kruczka została usunięta z serialu po interwencji cenzury lat 70 ubiegłego wieku, której nie spodobało się to, że w odcinku Huśtawka, w wersji kolaudacyjnej, po popsuciu się huśtawki, Kruczek zawołał do przyjaciół „pomożecie Prosiakowi”. Skojarzono to z hasłem gierkowskim „pomożecie”, a w dodatku wśród sekretarzy PZPR ważną postacią był Władysław Kruczek. |                     |                                     |                 |                  |   |
| 26 | Zguba               | Marian Kiełbaszczak Janusz Galewicz | Janusz Galewicz | 3 stycznia 1977  | – |
| Pojawia się nowy kolega – lalka Kajtek. Miś, Zajączek, Kruczek i Kajtek zaczynają zabawę w chowanego. Na koniec jednak zapominają o jednym z uczestników zabawy, który chowa się w beczce. W nocy przyjaciele wreszcie go odnajdują. Po raz pierwszy pojawia się Kajtek. |                     |                                     |                 |                  |   |
| 27 | Szelest w nocy      | Marian Kiełbaszczak Janusz Galewicz | Janusz Galewicz | 4 stycznia 1977  | – |
| Pada deszcz; Uszatek organizuje przyjęcie u siebie w domu. Po przyjęciu postanawia nie sprzątać i nie myć się. Jednak niesprzątnięte śmieci nie pozwalają mu zasnąć. W końcu Miś postanawia posprzątać i porządnie się umyć. |                     |                                     |                 |                  |   |
| 28 | Zakupy              | Janina Hartwig Janusz Galewicz      | Janusz Galewicz | 5 stycznia 1977  | – |
| Rano Miś postanawia iść na targ po zakupy; po drodze zabiera Zajączka. Zaaferowany Miś rusz pyta o produkty na niewłaściwych stoiskach i w efekcie kupuje bardzo mało, lecz udaje mu się zdobyć to co zaplanował rano. |                     |                                     |                 |                  |   |
| 29 | Dym                 | Janina Hartwig Janusz Galewicz      | Janusz Galewicz | 6 stycznia 1977  | – |
| Miś wraz z przyjaciółmi jedzie na wycieczkę do lasu. Bryczkę ciągnie Osiołek. W lesie wszyscy ruszają na spacer, do Osiołka zaś przyłącza się Pies-gawędziarz. Zajęci rozmową nie zauważają, że od fajki Psa zaczyna się tlić poszycie lasu... |                     |                                     |                 |                  |   |
| 30 | Płotek ze stokrotek | Dariusz Zawilski Janusz Galewicz    | Janusz Galewicz | 7 stycznia 1977  | – |
| Miś zauważa, że w płocie jego ogródka jest dziura; przez nią weszły Króliczki i zdeptały warzywa i kwiaty w ogródku. Miś i przyjaciele naprawiają dziurę i malują płot, zdobiąc go uroczymi kwiatkami. Po raz pierwszy pojawiają się Króliczki. |                     |                                     |                 |                  |   |
| 31 | Niezwykłe buciki    | Dariusz Zawilski Janusz Galewicz    | Janusz Galewicz | 8 stycznia 1977  | – |
| Lala i Róża są nie w sosie. Boczą się na wszystkich, odrzucają każdą propozycję zabawy. Misiowi udaje się jednak porwać je do tańca dzięki opowieści o rzekomo czarodziejskich bucikach. |                     |                                     |                 |                  |   |
| 32 | Niezapominajki      | Eugeniusz Ignaciuk Janusz Galewicz  | Janusz Galewicz | 9 stycznia 1977  | – |
| Prosiaczek ma zły dzień. Nie cieszy go żadna zabawa, nic mu nie wychodzi i wszystko jest „do chrzanu”. Ożywia go dopiero propozycja wyprawy na niezapominajki w okolicę starej kładki. Pełno tam błota, w którym można się upaprać po uszy... |                     |                                     |                 |                  |   |
| 33 | Dziwna dynia        | Eugeniusz Ignaciuk Janusz Galewicz  | Janusz Galewicz | 10 stycznia 1977 | – |
| Prosiaczek bardzo nie lubi kąpieli i ucieka cioci Chrum-Chrum. Uszatek i Zajączek bezowocnie go szukają, a potem pomagają cioci podlać ogródek. Pod stertą liści odnajdują ukrywającego się Prosiaczka; w pierwszej chwili biorą go za wielką dynię. |                     |                                     |                 |                  |   |
| 34 | Wronie gniazdo      | Jadwiga Kudrzycka Janusz Galewicz   | Janusz Galewicz | 11 stycznia 1977 | – |
| Miś z przyjaciółmi idą do lasu. Tam natykają się na Straszydło z wronim gniazdem na głowie. Okazuje się, że to Kajtek, który ukrył się w gąszczu z obawy przed fryzjerem. |                     |                                     |                 |                  |   |
| 35 | Kran                | Jadwiga Kudrzycka Janusz Galewicz   | Janusz Galewicz | 12 stycznia 1977 | – |
| Piękna pogoda nakłania Uszatka na zrobienie prania. Odkręca kran i wychodzi, gdyż koledzy wołają go do gry w piłkę. Kiedy Prosiaczek podczas gry ubłocił się, Uszatek postanowił go umyć. W czasie powrotu odkrywają wielką kałużę, która wypływa z domku Uszatka. Wszyscy pomagają sprzątać w domku Uszatka i umyć Prosiaczka. |                     |                                     |                 |                  |   |
| 36 | Lizak               | Marian Kiełbaszczak Janusz Galewicz | Janusz Galewicz | 13 stycznia 1977 | – |
| Uszatek ma dwa czerwone lizaki. Zjada tylko jednego. Drugi daje zawiadowcy stacji, kiedy jemu łamie się prawdziwy kolejarski lizak. Pociąg może odjechać. |                     |                                     |                 |                  |   |
| 37 | Farby               | Marian Kiełbaszczak Janusz Galewicz | Janusz Galewicz | 14 stycznia 1977 | – |
| Uszatek dostaje farby od dzieci. Razem z Zajączkiem psocą malując drzwi i jajka w kurniku. Kruczek zwraca im uwagę, że farby nie służą do malowania po wszystkim. |                     |                                     |                 |                  |   |
| 38 | Skarbonka           | Janina Hartwig Janusz Galewicz      | Janusz Galewicz | 15 stycznia 1977 | – |
| Prosiaczkowi wydaje się, że ktoś mu ukradł oszczędności. Miś Uszatek przeprowadza śledztwo i rozwikłuje zagadkę. |                     |                                     |                 |                  |   |
| 39 | Zapasy na zimę      | Janina Hartwig Janusz Galewicz      | Janusz Galewicz | 16 stycznia 1977 | – |
| Ciocia Chrum-Chrum, Prosiaczek, Uszatek i Zajączek przygotowują zapasy na zimę. Ciocia robi dla siebie i Uszatka powidła śliwkowe, a Zajączek gromadzi kapustę i marchewkę. Nie zapominają też o wróblach, dla których kupują ziarno i mają wybudować karmnik kiedy tylko spadnie pierwszy śnieg. |                     |                                     |                 |                  |   |
| 40 | Przymiarka          | Janusz Galewicz                     | Janusz Galewicz | 17 stycznia 1977 | – |
| Lalki kupiły materiał; uszyją z niego płaszcz, czapkę i torbę dla Kajtka. Zajączek za wszelką cenę chce im pomóc. Przy przymiarkach każdorazowo tak krzywo tnie, że w efekcie wyjdzie tylko kamizelka i portmonetka. |                     |                                     |                 |                  |   |
| 41 | Różowe landrynki    | Janusz Galewicz                     | Janusz Galewicz | 18 stycznia 1977 | – |
| Prosiaczek urządza przyjęcie. Zajączek z zapałem gryzie landrynki, uszkadza sobie ząb i musi iść do dentysty. |                     |                                     |                 |                  |   |
| 42 | Dziwne okulary      | Dariusz Zawilski Janusz Galewicz    | Janusz Galewicz | 19 stycznia 1977 | – |
| Podczas zabawy w berka, Kruczek przyprowadza Mruka; nowy kolega jest bardzo marudny i na wszystko narzeka. Okazuje się jednak że to wina jego okularów które przedstawiały mu wszystko jako czarne i ponure; okazało się również, że naprawdę nazywa się Figielek. |                     |                                     |                 |                  |   |
| 43 | Na grzyby           | Dariusz Zawilski Janusz Galewicz    | Janusz Galewicz | 20 stycznia 1977 | – |
| Wszyscy przyjaciele wyruszają jesienią do lasu aby zbierać grzyby. Mają ze sobą atlas aby mogli rozpoznać grzyby jadalne. Spotykają Lisa który chce się z nimi bawić; przy pomocy Lisa nazbierali ich całe kosze. |                     |                                     |                 |                  |   |
| 44 | Gitara              | Eugeniusz Ignaciuk Janusz Galewicz  | Janusz Galewicz | 21 stycznia 1977 | – |
| Miś jest na wiosennym spacerze z Zajączkiem; z głębi lasu wychodzi Prosiaczek, który śpiewa i gra na gitarze. Zbierają się przy nim zwierzęta z lasu. Przyjaciele idą na łąkę witając wiosenne kwiaty, niestety zostawiają gitarę w lesie, jednak ptaszki postanowiły zrobić z niej gniazdo. |                     |                                     |                 |                  |   |
| 45 | Jak sójka za morze  | Eugeniusz Ignaciuk Janusz Galewicz  | Janusz Galewicz | 22 stycznia 1977 | – |
| Jesienią Sójka szeroko rozpowiada o zamierzonej wyprawie do ciepłych krajów. Uszatek chce się do niej przyłączyć i z coraz większą niecierpliwością oczekuje zakończenia przez Sójkę długiego procesu przygotowań, pożegnań i załatwiania rozmaitych spraw. |                     |                                     |                 |                  |   |
| 46 | Światła mówią       | Jadwiga Kudrzycka Janusz Galewicz   | Janusz Galewicz | 23 stycznia 1977 | – |
| Do Zajączka przyjeżdża Ciocia; ma po nią wyjść na dworzec w Dużym Mieście. Jedzie tam z Misiem, Prosiaczkiem i Królikami. W Mieście uczą się zasad przechodzenia przez jezdnię i znaczenia sygnalizacji świetlnej. |                     |                                     |                 |                  |   |
| 47 | Głuchy telefon      | Jadwiga Kudrzycka Janusz Galewicz   | Janusz Galewicz | 24 stycznia 1977 | – |
| Miś i Zajączek udają się na kiermasz. Wśród wielu stoisk uwagę Uszatka zwraca kram Wiewiórki; ciekawi go, co jest w skrzyni na samej górze. Trudno mu się tam wspiąć, prosi więc lżejszego Zajączka, by zobaczył, co Wiewiórka tam ma. „Maliny”, odpowiada Zajączek. „Wiewiórka ma liny? Na co jej liny?”, dziwi się Uszatek i jest to początek zabawnego nieporozumienia. |                     |                                     |                 |                  |   |

## Sezon 4: 1978
| 48 | Klucz               | Jadwiga Kudrzycka Janusz Galewicz   | Janusz Galewicz | 1 stycznia 1978  | – |
| Króliczki wyjeżdżają. Zajączek postanawia przekazać klucz cioci Chrum-Chrum, która będzie się opiekować kwiatami. Ale Zajączek nie wie gdzie położył klucz. Trwają poszukiwania. Po raz pierwszy pojawia się mama Króliczków. |                     |                                     |                 |                  |   |
| 49 | Słowa-słówka        | Dariusz Zawilski Janusz Galewicz    | Janusz Galewicz | 2 stycznia 1978  | – |
| Podczas łupania orzechów Uszatek uderza się młotkiem w palec i oznajmia że potrzebny jest prawdziwy dziadek. Kruczek biegnie po swojego dziadka, nie zrozumiał, że chodzi o dziadka do orzechów. Prosiaczek oznajmił, że na drzewach są szare kotki więc Króliczki biegną ich szukać, a Uszatek myli deszczyk z kapuśniaczkiem. Teraz wszyscy już wiedzą, że często te same słowa znaczą zupełnie coś innego. |                     |                                     |                 |                  |   |
| 50 | Kulig               | Marian Kiełbaszczak Janusz Galewicz | Janusz Galewicz | 3 stycznia 1978  | – |
| Zima za oknem; przyjaciele postanowili zorganizować kulig. Zabrali niezbędne ubrania, prowiant i sprzęt. Zatrzymali się w chatce gdzie mogli zjeść i odpocząć. Gdy dzień dobiegał końca po drodze powrotnej wszyscy zostali odstawieni pod swój dom. |                     |                                     |                 |                  |   |
| 51 | Wakacyjni goście    | Marian Kiełbaszczak Janusz Galewicz | Janusz Galewicz | 4 stycznia 1978  | – |
| Podczas wakacji Uszatek pieli ogródek; Zajączek oznajmia mu że na polanę przyjechały lalki z różnych krajów, wraz z Prosiaczkiem idą ich odwiedzić. Na polanie i w namiotach wszyscy świetnie się bawią i poznają zagraniczne obyczaje. |                     |                                     |                 |                  |   |
| 52 | Parasol             | Jadwiga Kudrzycka Janusz Galewicz   | Janusz Galewicz | 5 stycznia 1978  | – |
| Pada deszcz, Króliczki się nudzą. Mama idzie na zakupy i zostawia je pod opieką Prosiaczka; ten zapada w drzemkę. Króliczki zabierają jego wielki parasol i wymykają się z domu. Gwałtowny podmuch burzy porywa je w powietrze... |                     |                                     |                 |                  |   |
| 53 | Obrzydliwki         | Jadwiga Kudrzycka Janusz Galewicz   | Janusz Galewicz | 6 stycznia 1978  | – |
| Króliczki dostają pudełko kredy. Niestety, tablica była za mała dla nich, więc postanowili porysować po deskach u stolarza. Stolarz pozwolił im jednak tylko na malowanie po tych małych, co się króliczkom nie spodobało. Chłopcy rysują w niektórych miejscach w lesie tytułowe obrzydliwki. W nocy Króliczki i ich koledzy po ciemku próbują się dostać do domu, jednak obrzydliwki napędzą im stracha...  |                     |                                     |                 |                  |   |
| 54 | Łakomczuch          | Dariusz Zawilski Janusz Galewicz    | Janusz Galewicz | 7 stycznia 1978  | – |
| Prosiaczek ma urodziny; Ciocia Chrum-Chrum daje mu do przedszkola kosz pełen ciasta i rogalików, by wszystkich poczęstował. Jednak po drodze Prosiaczek tyle razy testuje smak i jakość smakołyków, że na miejsce dociera z nędznymi resztkami... |                     |                                     |                 |                  |   |
| 55 | Nowy kolega         | Dariusz Zawilski Janusz Galewicz    | Janusz Galewicz | 8 stycznia 1978  | – |
| W przedszkolu pojawia się nowy kolega – Mopsik. Zachowuje się dość dziwnie, wszystko kręci mu się w oczach. Powodem jest, że Mopsik musi nosić okulary. |                     |                                     |                 |                  |   |
| 56 | Nakrętka            | Eugeniusz Ignaciuk Janusz Galewicz  | Janusz Galewicz | 9 stycznia 1978  | – |
| Miś i przyjaciele bawią się i skaczą. Przychodzi pani Sowa z panią Sroką i pytają czy nie było pana listonosza z bardzo ważną przesyłką (okulary Sowy). Pan listonosz przejeżdża i gubi nakrętkę którą znajdują Króliczki i nie chcą oddać. Morał: nie zabieraj cudzych rzeczy bo mogą być komuś bardzo potrzebne.                                                                                            |                     |                                     |                 |                  |   |
| 57 | Jesienny spacer     | Eugeniusz Ignaciuk Janusz Galewicz  | Janusz Galewicz | 10 stycznia 1978 | – |
| Słoneczny jesienny dzień. Przedszkolaki idą na spacer do parku, zbierać liście i kasztany. Zajączek i Króliczki natykają się na ruszającą się stertę liści... |                     |                                     |                 |                  |   |
| 58 | Kto potrafi?        | Janina Hartwig Janusz Galewicz      | Janusz Galewicz | 11 stycznia 1978 | – |
| Pan hydraulik zbudował w przedszkolnym ogródku huśtawkę. Niestety, wszyscy przyjaciele chcieli się huśtać równocześnie i zabawkę połamali. Kto potrafi naprawić huśtawkę? |                     |                                     |                 |                  |   |
| 59 | Spóźnione śniadanie | Janina Hartwig Janusz Galewicz      | Janusz Galewicz | 12 stycznia 1978 | – |
| Deszczowy dzień. Pani woźna po posprzątaniu sali przygotowuje przedszkolakom śniadanie. Po przyjściu przedszkolaków okazuje się, że w sali jest pełno śladów z błota. Rozpoczyna się poszukiwanie winnego... |                     |                                     |                 |                  |   |

## Sezon 5: 1979
| 60 | Pilna wiadomość    | Dariusz Zawilski Janusz Galewicz    | Janusz Galewicz | 1 stycznia 1979  | – |
| Króliczki wybierają się z mamą na wakacje nad morze. Już na miejscu okazało się, że zapomnieli zabrać z sobą walizki z kąpielówkami, wiaderkiem i łopatką. Nadają telegram do Misia Uszatka... |                    |                                     |                 |                  |   |
| 61 | Wyżej-niżej        | Dariusz Zawilski Janusz Galewicz    | Janusz Galewicz | 2 stycznia 1979  | – |
| Wiewiórka opowiada Uszatkowi o kłopotach z sąsiadami. Mieszkająca niżej Myszka zachowuje się tak cicho, że Wiewiórka czasem martwi się, czy coś się nie stało. Z kolei wyżej mieszka Dzięcioł; strasznie hałasuje kując dziury w ścianach. Potem Uszatek opowiada wszystko Prosiaczkowi i Zajączkowi. Chcą pomóc Wiewiórce, ale mylą się im pojęcia wyżej i niżej. W efekcie uciszają Myszkę i zachęcają Dzięcioła do głośniejszego zachowania... |                    |                                     |                 |                  |   |
| 62 | Gdzie lepiej       | Marian Kiełbaszczak Janusz Galewicz | Janusz Galewicz | 3 stycznia 1979  | – |
| Zimowy poranek, wszyscy zbierają się w przedszkolu. Z łazienki zaczyna wylewać się woda. To topi się bałwanek, w tajemnicy przyniesiony tam przez Króliczki. Były pewne, że w cieple będzie mu lepiej, niż na polu. |                    |                                     |                 |                  |   |
| 63 | Placek z kruszonką | Marian Kiełbaszczak Janusz Galewicz | Janusz Galewicz | 4 stycznia 1979  | – |
| Zajączek zamówił w piekarni wielki placek. Czekając na wypiek, jeździ na sankach z Uszatkiem i Króliczkami. Odebrawszy ciasto, traci równowagę na schodach i upuszcza je. Brytfanka z poślizgiem mknie po śniegu w siną dal. Wszyscy rzucają się w pościg... |                    |                                     |                 |                  |   |
| 64 | Iskierka           | Eugeniusz Ignaciuk Janusz Galewicz  | Janusz Galewicz | 5 stycznia 1979  | – |
| Króliczki potajemnie przynoszą do przedszkola ziemniaki i zapałki. W czasie zabawy wymykają się do lasu, by rozpalić ognisko i upiec smakołyki. Przyjaciele, zaniepokojeni ich nieobecnością, wyruszają na poszukiwania... |                    |                                     |                 |                  |   |
| 65 | Gorączka           | Eugeniusz Ignaciuk Janusz Galewicz  | Janusz Galewicz | 6 stycznia 1979  | – |
| Zajączek wie, że wiosna już przyszła i postanawia rozstać się z czapką i szalikiem. Jednak jest zimno i Zajączek przeziębia się i musi leżeć w łóżku przez cztery dni. |                    |                                     |                 |                  |   |
| 66 | Piesek             | Eugeniusz Strus Janusz Galewicz     | Janusz Galewicz | 7 stycznia 1979  | – |
| Miś, Prosiaczek, Zajączek i Króliczki idą do przedszkola; po drodze znajdują szczeniaczka, trzymają go w przedszkolu i karmią. Niestety zgłasza się jego właściciel, ale wspólnie postanawiają się nim opiekować. |                    |                                     |                 |                  |   |
| 67 | Ciekawscy          | Eugeniusz Strus Janusz Galewicz     | Janusz Galewicz | 8 stycznia 1979  | – |
| Mama Króliczków przynosi do domu świąteczne paczki. Jedną kładzie wysoko na szafie. Kiedy razem z Uszatkiem przygotowuje w kuchni ciasto, Króliczki ściągają pudło z szafy. Pakunek spada i po otwarciu okazuje się, że były tam bombki - wszystkie się potłukły. Niewiele brakuje, żeby w tym roku nie było choinki. Sytuację ratuje Uszatek, który pomaga maluchom przygotować papierowe zabawki.                                               |                    |                                     |                 |                  |   |
| 68 | Robota na drutach  | Dariusz Zawilski Janusz Galewicz    | Janusz Galewicz | 9 stycznia 1979  | – |
| Przyszła jesień, bohaterowie bajki szykują palto na jesień. Tylko myszki nie mają okrycia na zimę, Miś i Zajączek postanawiają im pomóc; razem z panią Trusią szyją im z wełny odpowiednie odzienie. |                    |                                     |                 |                  |   |
| 69 | Później            | Dariusz Zawilski Janusz Galewicz    | Janusz Galewicz | 10 stycznia 1979 | – |
| Ciocia Chrum-Chrum kilkakrotnie prosi Prosiaczka o pomoc w pracach domowych, ten jednak, zajęty przeglądaniem książki kucharskiej, zbywa ją każdorazowo zapewnieniem „później”. Po chwili dostaje nauczkę, gdy Ciocia w identyczny sposób ucina jego prośby o lody, obiad czy wyjście z Uszatkiem i Zajączkiem. |                    |                                     |                 |                  |   |
| 70 | Kto zawinił?       | Marian Kiełbaszczak Janusz Galewicz | Janusz Galewicz | 11 stycznia 1979 | – |
| Prosiaczek chce zrobić Cioci niespodziankę, równocześnie zabierając się za gotowanie herbaty, pieczenie ciasta, odkurzanie i pranie. W efekcie „wybija” prąd w całej okolicy, a rezultaty jego starań są marne. |                    |                                     |                 |                  |   |
| 71 | Wesołe miasteczko  | Marian Kiełbaszczak Janusz Galewicz | Janusz Galewicz | 12 stycznia 1979 | – |
| W okolicy pojawiło się wesołe miasteczko. Miś z przyjaciółmi pomagają w rozstawieniu ogrodzenia. W nagrodę wszyscy mogą się przez chwilę za darmo pobawić. Karuzela nie jest jeszcze w pełni sprawna. Zajączek manipuluje przy silniku i w efekcie wszyscy pędzą coraz szybciej, nie mogąc się zatrzymać. |                    |                                     |                 |                  |   |
| 72 | Ratownicy          | Janina Hartwig Janusz Galewicz      | Janusz Galewicz | 13 stycznia 1979 | – |
| Trwa sroga zima. Przedszkolaki dokarmiają ptaki, ratują zmarzniętego wróbelka i postanawiają zrobić karmnik, aby śnieg nie przysypywał okruszków dla ptaków. Dokarmianie ptaków okazało się wielką przyjemnością i pomocą dla zwierząt. |                    |                                     |                 |                  |   |
| 73 | Wrotki             | Eugeniusz Ignaciuk Janusz Galewicz  | Janusz Galewicz | 14 stycznia 1979 | – |
| Prosiaczek dostaje w prezencie od cioci wrotki. Przyjaciele próbują na nich jeździć. Wszyscy bawią się dobrze, dopóki wrotek nie założyły Króliczki. |                    |                                     |                 |                  |   |
| 74 | Pechowe lody       | Eugeniusz Ignaciuk Janusz Galewicz  | Janusz Galewicz | 15 stycznia 1979 | – |
| Króliczki idą na zakupy do sklepu. Po drodze nie wytrzymują i kupują sobie lody. Nie starcza im pieniędzy na makaron, ale po powrocie do domu mówią mamie, że go nie było. Słyszy to Uszatek i obraża się na swoich przyjaciół-kłamców. Kiedy ci chcą go udobruchać, dzieląc się z nim lodami, wyjaśnia im ich oszustwo. |                    |                                     |                 |                  |   |

## Sezon 6: 1980
| 75 | Chwalipięty    | Eugeniusz Ignaciuk Janusz Galewicz  | Janusz Galewicz | 1 stycznia 1980 | – |
| W przedszkolu trwają kłótnie o to kto jest najszybszy i najsilniejszy. Okazuje się, że każdy ma w sobie coś w czym jest najlepszy, ale chwalenie się tym na okrągło to zła cecha której należy się pozbyć.                                       |                |                                     |                 |                 |   |
| 76 | Sobek          | Marian Kiełbaszczak Janusz Galewicz | Janusz Galewicz | 2 stycznia 1980 | – |
| W przedszkolu bohaterowie bawią się i robią jesienne porządki z liśćmi. Jedynie baranek z nikim się nie bawi ma dużo zabawek i cukierków, lecz nie bawi się i nie dzieli z nikim. Zajączek zabiera mu samolot w szamotaninie wybijają szybę.     |                |                                     |                 |                 |   |
| 77 | Imieniny       | Marian Kiełbaszczak Janusz Galewicz | Janusz Galewicz | 3 stycznia 1980 | – |
| Ciocia Chrum-chrum wyprawia imieniny. Zaproszeni są też m.in. Uszatek, który uczy się walca by zatańczyć z ciocią Prosiaczka oraz Króliczki, które zrobią na imieninach niespodziewane zamieszanie.                                              |                |                                     |                 |                 |   |
| 78 | To tylko gałąź | Eugeniusz Strus Janusz Galewicz     | Janusz Galewicz | 4 stycznia 1980 | – |
| Wiosna to dziwna pora, wszystko wkoło rośnie, skacze burczy i cieszy się, że nadchodzi lato. Podczas wiosennej zabawy Króliczki niszczą gałąź z drzewa owocowego, które jesienią dało by pyszne jabłka. Króliczki dostały karę za to co zrobili. |                |                                     |                 |                 |   |
| 79 | Kiszone ogórki | Eugeniusz Strus Janusz Galewicz     | Janusz Galewicz | 5 stycznia 1980 | – |
| U Prosiaczka i cioci Chrum-chrum zostaje zamontowany telefon. Króliczki, Zajączek i Prosiaczek bawiąc się telefonem zamawiają worek ogórków... Powodują tym nie lada kłopoty.                                                                    |                |                                     |                 |                 |   |

## Sezon 7: 1983, 1984
| 80 | Sport to zdrowie  | Dariusz Zawilski Janusz Galewicz         | Janusz Galewicz | 28 grudnia 1983 | – |
| Miś Uszatek zaprosił znajomych do siebie na transmisję olimpijską. Przyjaciele postanowili zrobić własne zawody, niestety wszystko się komplikuje i omal nie skończyło się to tragedią. Sport to zdrowie, ale trzeba go mądrze uprawiać. |                   |                                          |                 |                 |   |
| 81 | Kolorowe drażetki | Dariusz Zawilski Janusz Galewicz         | Janusz Galewicz | 29 grudnia 1983 | – |
| Króliczki są przeziębione. Ich mama musi wyjść na zakupy; prosi Uszatka i Zajączka o opiekę nad maluchami. Gdy Uszatek robi herbatę, Zajączek i Króliczki zaczynają się objadać kolorowymi lekarstwami niczym cukierkami... |                   |                                          |                 |                 |   |
| 82 | Zielono w głowie  | Jadwiga Kudrzycka Janusz Galewicz        | Janusz Galewicz | 3 stycznia 1984 | – |
| Zajączek robi porządki w domu, zaczyna zbierać złom wszędzie w końcu razem ze złomem zostawia w skupie klucz do domu, którego zaczyna wszędzie szukać. W końcu znajduje klucz. |                   |                                          |                 |                 |   |
| 83 | Piasek Sahary     | Jadwiga Kudrzycka Janusz Galewicz        | Janusz Galewicz | 4 stycznia 1984 | – |
| Ciocia Chrum-chrum kupiła nowe auto – Fiata 126 w kolorze piasku Sahary. Zaprosiła przyjaciół Prosiaczka: Misia Uszatka i Zajączka na przejażdżkę nowym autem. Najpierw jednak musieli zatrzymać się pod sklepem, by tam zrobić zakupy. Pod sklepem Prosiaczek, Zajączek i Uszatek spotkali Króliczki. Razem z nimi rozładowali akumulator, bawiąc się w aucie. Ciocia Chrum-chrum zrezygnowała z wycieczki, gdy zobaczyła, co przyjaciele Prosiaczka zrobili z samochodem. Jak to powiedział Miś Uszatek: „I z wycieczki wyszły nici”. |                   |                                          |                 |                 |   |
| 84 | Okrycie na zimę   | Teresa Puchowska-Sturlis Janusz Galewicz | Janusz Galewicz | 5 stycznia 1984 | – |
| Przyjaciele wybierają się do ogrodnika i decydują się pomóc mu w pracy. Niestety, zupełnie nie znają się na ogrodnictwie. Zamiast słomy, do okrycia roślin używają własnych płaszczy i szalików... |                   |                                          |                 |                 |   |
| 85 | Zatrzask          | Teresa Puchowska-Sturlis Janusz Galewicz | Janusz Galewicz | 6 stycznia 1984 | – |
| Przyjaciół intryguje, co znajduje się w przedszkolu za solidnymi, stalowymi drzwiami. Któregoś dnia otwierają je hydraulicy; za nimi jest piwnica i główny zawór wody. Gdy hydraulicy naprawiają kran w łazience, do piwnicy zakradają się Króliczki. Uszkodzony zatrzask w drzwiach sprawia, że nie mogą się wydostać. Szukając wyjścia, nieświadomie odkręcają zawór wody... |                   |                                          |                 |                 |   |
| 86 | Wyspa             | Dariusz Zawilski Janusz Galewicz         | Janusz Galewicz | 7 stycznia 1984 | – |
| Przedszkolaki wyjeżdża na letnią kolonię nad jezioro. Wchodzić do wody wolno tylko pod opieką Przedszkolanki. Miś, Prosiaczek, Zajączek i Króliczki dają się jednak podpuścić Barankom i na pniu drzewa przeprawiają się na wyspę. Na środku jeziora zaskakuje ich gwałtowna burza... |                   |                                          |                 |                 |   |
| 87 | Czajka            | Dariusz Zawilski Janusz Galewicz         | Janusz Galewicz | 8 stycznia 1984 | – |
| Miś, Zajączek, Prosiaczek i Króliczki wyruszają z lornetką, by poobserwować ptaki. Ratują gniazdo czajki przed zniszczeniem przez niegrzeczne Baranki. |                   |                                          |                 |                 |   |

## Sezon 8: 1985, 1986
| 88 | Skrót             | Krystyna Kulczycka Janusz Galewicz       | Janusz Galewicz | 1 stycznia 1985  | – |
| Uszatek, Prosiaczek, Zajączek i Króliczki ruszają na wycieczkę w góry. W powrotnej drodze idą wymyślonym przez Prosiaczka „skrótem”, na skutek czego długo błądzą po bezdrożach, gąszczach i osypiskach. |                   |                                          |                 |                  |   |
| 89 | Niezwykły list    | Krystyna Kulczycka Janusz Galewicz       | Janusz Galewicz | 2 stycznia 1985  | – |
| Uszatek zaprosił przyjaciół na telewizję, musiał jednak wyjść w pilnej sprawie z domu. Na drzwiach zostawił list - historyjkę obrazkową. Wyjaśnił, że wychodzi, ale przyjaciele powinni chwilę poczekać, bo szybko wróci. Niestety, rysunki są kompletnie niezrozumiałe dla odbiorców. Prosiaczek, Zajączek i Króliczki, oglądając list, dochodzą do wniosku że Misia ktoś porwał i uwięził. Wyruszają na poszukiwania... |                   |                                          |                 |                  |   |
| 90 | Tandem            | Janusz Galewicz                          | Janusz Galewicz | 3 stycznia 1985  | – |
| Króliczki dostały tandem. Razem z przyjaciółmi wybrały się do miasteczka na wycieczkę. Wszyscy poszli do baru na oranżadę. W tym czasie na podobnym rowerze przyjechała inna para. Miś i Zajączek postanowili przejechać się rowerem Króliczków, ale wzięli inny rower i wyszło z tego wiele hałasu o nic. |                   |                                          |                 |                  |   |
| 91 | Laluś             | Janusz Galewicz                          | Janusz Galewicz | 4 stycznia 1985  | – |
| Przyjaciele wyjeżdżają nad jezioro. Spotykają tam pieska w swoim wieku, którego określają mianem lalusia - mimo pięknej pogody siedzi na leżaku szczelnie opatulony kocem pod opieką swej mamy. Jednak gdy Króliczki spadają z materaca i zaczynają tonąć, okazuje się, że rzekomy laluś jest dużo zręczniejszy, silniejszy i bardziej opanowany od przyjaciół. Jego pozorna nieruchawość ma proste wytłumaczenie...      |                   |                                          |                 |                  |   |
| 92 | Podróż Uszatka    | Teresa Puchowska-Sturlis Janusz Galewicz | Janusz Galewicz | 5 stycznia 1985  | – |
| Miś wybiera się pociągiem do cioci-babci w Futromisiach. Przyjaciele odprowadzają go na stację. Przez pomyłkę Uszatek wsiada do pociągu w przeciwną stronę. Szybko jednak orientuje się w sytuacji i wszystko dobrze się kończy. |                   |                                          |                 |                  |   |
| 93 | Przysługa         | Teresa Puchowska-Sturlis Janusz Galewicz | Janusz Galewicz | 6 stycznia 1985  | – |
| Ciocia Chrum-chrum zachorowała. Miś pomaga Prosiaczkowi posprzątać w domu, a Zajączek udaje się z receptą do apteki. Przyjaciele czekają, ale Zajączek nie wraca i nie wraca... |                   |                                          |                 |                  |   |
| 94 | Królowa Kleopatra | Dariusz Zawilski Janusz Galewicz         | Janusz Galewicz | 7 stycznia 1985  | – |
| W przedszkolu w czasie zabawy w chowanego, Zajączek ukrywa się w wielkim kotle z mlekiem. Przedszkolanka opowiada o Kleopatrze Egipskiej, która brała kąpiele w mleku. Wszyscy przezywają Zajączka Królową Kleopatrą. |                   |                                          |                 |                  |   |
| 95 | Wycisk            | Dariusz Zawilski Janusz Galewicz         | Janusz Galewicz | 8 stycznia 1985  | – |
| Do Króliczków przywieziony został piasek. Wiadomość tę, skoro świt przekazuje Misiowi Zajączek. Miś i Zajączek nie wiedzą, że zostali podsłuchani przez dowódcę chuliganów - Jamnika. Na miejscu razem z Prosiaczkiem i Króliczkami budują z piasku zamek. W trakcie zabawy pojawia się Jamnik z kolegami... |                   |                                          |                 |                  |   |
| 96 | Tajemnica         | Teresa Puchowska-Sturlis Janusz Galewicz | Janusz Galewicz | 9 stycznia 1985  | – |
| Miś, Zajączek i Króliczki bawią się na śniegu. Prosiaczek jest bardzo tajemniczy, nie chce wziąć udziału w zabawie i wraca do siebie. Zaintrygowany Zajączek śledzi go. Okazuje się, że Prosiaczek rzeczywiście ma jakąś tajemnicę, bo po chwili wychodzi z domu z koszykiem i idzie w głąb lasu... |                   |                                          |                 |                  |   |
| 97 | Stary zegar       | Teresa Puchowska-Sturlis Janusz Galewicz | Janusz Galewicz | 10 stycznia 1985 | – |
| Podczas występów w przedszkolu Króliczki mają tańczyć krakowiaka. Nie mogą się doczekać poranka i przestawiają zegar tak, aby noc trwała krócej. W rezultacie zaspały na swój występ. |                   |                                          |                 |                  |   |
| 98 | Wielka wygrana    | Dariusz Zawilski Janusz Galewicz         | Janusz Galewicz | 11 stycznia 1985 | – |
| Pada deszcz i Króliczki strasznie się nudzą. Odwiedzają je Uszatek i Zajączek. Zaczynają rysować i wycinać. Przez pomyłkę wycinają losy z loterii dziecięcej, które kupiła im mama. Kiedy okazuje się, że to one wygrały, maluchy sklejają swoje losy z powrotem. |                   |                                          |                 |                  |   |
| 99 | Skrzynia          | Dariusz Zawilski Janusz Galewicz         | Janusz Galewicz | 12 stycznia 1985 | – |
| Prosiaczek ma odprowadzić Króliczki z przedszkola do domu. Te nie chcą wracać i uciekają opiekunowi. Ukrywają się w stojącej przy drodze skrzyni. Nie wiedzą, że to część łupu szajki złodziei. Chwilę potem przestępcy, nieświadomi obecności Króliczków, zabierają skrzynię do swej kryjówki. Prosiaczek i Miś krążą po okolicy, szukając Króliczków...                                                                 |                   |                                          |                 |                  |   |

## Sezon 9: 1987
| 100 | Letni domek            | Krystyna Kulczycka Janusz Galewicz       | Janusz Galewicz | 1 stycznia 1987 | – |
| Przyjaciele wpadają na pomysł, by zrobić sobie letni domek. Pracują wspólnie, ale na koniec Prosiaczek nie pozwala nikomu do niego wchodzić. |                        |                                          |                 |                 |   |
| 101 | Krem bez gotowania     | Krystyna Kulczycka Janusz Galewicz       | Janusz Galewicz | 2 stycznia 1987 | – |
| Prosiaczek i Uszatek postanowili przyrządzić dla Króliczków niespodziankę; przyrządzili krem cioci bez gotowania, lecz Króliczki z ciekawości zajrzały do spiżarni i zrzuciły deser na ziemię, i z niespodzianki nic nie wyszło.                                             |                        |                                          |                 |                 |   |
| 102 | Znalazłem              | Janusz Galewicz                          | Janusz Galewicz | 3 stycznia 1987 | – |
| Prosiaczek i Uszatek postanowili przyrządzić dla Króliczków niespodziankę; przyrządzili krem cioci bez gotowania, lecz Króliczki z ciekawości zajrzały do spiżarni i zrzuciły deser na ziemię, i z niespodzianki nic nie wyszło.                                             |                        |                                          |                 |                 |   |
| 103 | Suchy prowiant         | Teresa Puchowska-Sturlis Janusz Galewicz | Janusz Galewicz | 4 stycznia 1987 | – |
| Uszatek, Prosiaczek, Zajączek i Króliczki postanowili wybrać się na biwak: zabrali namiot, koce oraz suchy prowiant. Kiedy rozbili namiot nad pole biwakowe nadciągnęła straszna burza, wszyscy schowali się w namiocie. Po nawałnicy wszystko wróciło do normy.             |                        |                                          |                 |                 |   |
| 104 | Strach ma wielkie oczy | Teresa Puchowska-Sturlis Janusz Galewicz | Janusz Galewicz | 5 stycznia 1987 | – |
| Mama Króliczków dostaje telegram, musi wyjechać na jedną noc; Króliczki tymczasem mają nocować u Prosiaków. W nocy Króliczki są przerażone, bo słyszą jakiś hałas, jak się okazało to tylko wiatr i drzewa za oknem. Króliczki uświadomiły sobie, że strach ma Wielkie Oczy. |                        |                                          |                 |                 |   |

## Nowe przygody Misia Uszatka
| 1 | Byłem tu pierwszy   | Dariusz Zawilski Janusz Galewicz | Janusz Galewicz | 1980 | – |
| Przedszkole jedzie na ferie zimowe. Zajączek ciągle awanturuje się z Prosiaczkiem, co i rusz chcąc zająć jego miejsce, a to w autobusie a to w schronisku... |                     |                                  |                 |      |   |
| 2 | Kto wstał lewą nogą | Dariusz Zawilski Janusz Galewicz | Janusz Galewicz | 1980 | – |
| Koziołek ma zły dzień. Nie chce zostać w przedszkolu, awanturuje się, nie chce bawić z innymi. Przyjaciele bawią się we własnym gronie; po chwili spostrzegają, że Koziołek gdzieś znikł...                                                                                                   |                     |                                  |                 |      |   |
| 3 | Kryjówka            | Dariusz Zawilski Janusz Galewicz | Janusz Galewicz | 1980 | – |
| Do Mamy Królików przyjedzie samochód z nowymi meblami, część starych odwiezie potem do cioci Chrum-Chrum. Aby Króliki nie plątały się wszystkim pod nogami, Uszatek, Zajączek i Prosiaczek bawią się z nimi w chowanego. Podczas zabawy króliki gdzieś znikają i nikt ich nie może znaleźć... |                     |                                  |                 |      |   |
| 4 | Żółta koperta       | Dariusz Zawilski Janusz Galewicz | Janusz Galewicz | 1980 | – |
| Prosiaczek, Uszatek, Zajączek i Króliki zbierają makulaturę. W punkcie skupu Zajączek w panice rozkopuje stos papierów. Przez roztargnienie włożył do niego kopertę z oszczędnościami. |                     |                                  |                 |      |   |